# Jigani
Jigani là một thành phố thuộc bang Karnataka, Ấn Độ.